# Honey Lacuna
Maria Sheilah "Honey" Honrado Lacuna-Pangan (nascuda el 6 de maig de 1965) és una metgessa i política filipina que ha estat la 24a alcaldessa de Manila, la capital de les Filipines des del 2022. Lacuna, la primera dona que va exercir com a alcaldessa de la ciutat, havia sigut anteriorment vicealcaldessa del 2016 al 2022, oficial a càrrec del Departament de Benestar Social de Manila del 2013 al 2015 i regidora del 2004 al 2013. És filla de l'exvicealcalde Danilo Lacuna.
Es va llicenciar en biologia a la Universitat de Sant Tomàs, va obtenir un títol de doctora en Medicina per l'Institut de Ciències Mèdiques i de la Salut De La Salle, va aprovar l'examen de la junta de medicina el 1992 i va completar la seva formació de residència en dermatologia a l'Ospital ng Maynila Medical Center. Finalment, es va convertir en membre de la Societat Dermatològica de les Filipines.